# Alsósófalva
Alsósófalva (románul: Ocna de Jos, németül: Nieder-Salzdorf) falu Romániában Hargita megyében.

## Fekvése
Alsósófalva az északi szélesség 46 fok 31 perc és a keleti hosszúság 25 fok 07 perc metszéspontján, a Görgényi-havasok és a Hargita érintkezési pontja közelében, a tengerszint feletti 520 méter magasságban terül el. A falut nyugaton a Só-hegy és a Harom-tető, délnyugaton a Siklódi-kő és a Küsmődi-kő, délen Görnyés teteje, délkeleten a Firtos magaslata és a Szoros-tető, keleten a Korondi-hegy határolja. A Felső-és Alsósófalva közti birtokhatárt a Korond-patak húzza meg, melynek a bal partján fekszik Alsósófalva.
A legközelebbi várostól, Szovátától 10 kilométerre, Székelyudvarhelytől 37 kilométerre, Csíkszeredától, a megyeszékhelytől 92 kilométerre fekszik. Legkönnyebben a 13/A országútról közelíthető meg, Felsősófalván kell letérni az országútról, majd a körülbelül 1 km-es aszfaltozott bekötőút visz a falu központjáig. A marosvásárhelyi repülőtértől 70 km, a Tövis – Balavásár – Szováta – Parajd vasútvonal végállomása 1 km-re található.

## Története
Az addig egységes Sófalva 1760-ban vált ketté Alsó-és Felsősófalvára. Sófalva településének (a későbbi Felsősófalva) lakóinak egy része az 1700-as években átköltözött a Korond-patak bal oldalára, létrehozva Kissófalvát, a jelenlegi Alsósófalvát. 1793-ban Sófalva-Alszeg néven szerepel. Alsósófalva 1803-ban vált ki Sófalvából. A Maros-Magyar Autonóm Tartomány felszámolásáig, 1968-ig, Sófalva község része (Felsősófalvával együtt). Ezt követően Parajd község része lett, de évek óta harcol önállóságáért.
1910-ben 1981, túlnyomórészt magyar lakosa volt. A trianoni békeszerződésig Udvarhely vármegye Parajdi járásához tartozott. 1992-ben 1680 lakosából 1622 magyar, 58 cigány volt.

## Látnivalók
Református temploma 1816 és 1822 között épült, tornya a második világháborúban megsérült.
A farsangtemetés hagyománya Kárpát-medencei szinten is híressé tették a települést. Élő hagyomány a sóvidéki székely tánc, mint ahogy Felsősófalván, Korondon és Parajdon is. A felsősófalvi Táncházban gyakran fellépnek az alsósófalviak is. Érdemes megtekinteni Felsősófalva táncosait, mert még ha nem is a híres Nyicu zenekar kíséri a táncot, de a sófalvi, sóvidéki táncot ezektől a táncosoktól (és elődeiktől) tanulták meg a gyűjtők.

## Híres emberek
- Itt született 1907-ben Bíró Sándor tanár, történész.
- Itt született 1900-ban Keresztes Lajos olimpiai bajnok birkózó.
- Itt született 1926-ban Kusztos Piroska népzenekutató.
- Itt született 1933-ban Sükösd Ferenc festőművész.